# Apa (řeka)
Apa (portugalsky Rio Apa) je řeka v brazilském státu Mato Grosso do Sul. Je levostranným přítokem řeky Paraguay. Protéká brazilským příhraničním městem Bela Vista, od něhož tvoří přirozenou hranici Brazílie a Paraguaye až ke svému ústí.